# 사쿠라 사오리
사쿠라 사오리(일본어: 佐倉 紗織, 9월 19일 ~ )는 일본의 가수로, ave;new의 대표 가수이다. 특기는 웹사이트 제작, 디자인하기이며 취미는 과자 만들기, 초상화 그리기이다.

## 음반

### 싱글
- snow again
- True My Heart

### 앨범
- Lovable